# Liste des joueurs d'Oud-Heverlee Louvain
Cette liste reprend les 236 joueurs de football qui ont évolué à Oud-Heverlee Louvain depuis la fondation du club.
Date de mise à jour des joueurs et de leurs statistiques : 8 janvier 2014
- Haut – A
- B
- C
- D
- E
- F
- G
- H
- I
- J
- K
- L
- M
- N
- O
- P
- Q
- R
- S
- T
- U
- V
- W
- X
- Y
- Z

## A
| Joueur            | Nationalité     | Position          | Date de naissance | Période(s) | Matches (dont D1) | Buts | Jaunes | Rouges |
| ----------------- | --------------- | ----------------- | ----------------- | ---------- | ----------------- | ---- | ------ | ------ |
| Mazin Al-Huthayfi | Arabie saoudite | Attaquant         | 29/07/1985        | 2013       | 2 (2)             | 0    | 0      | 0      |
| Patrick Amoah     | Suède           | Attaquant         | 18/08/1986        | 2011-2012  | 9 (9)             | 1    | 1      | 0      |
| Maxime Annys      | Belgique        | Milieu de terrain | 24/07/1986        | 2009-2012  | 83 (22)           | 7    | 29     | 0      |
| Thomas Appelt     | Belgique        | ?                 | 29/11/1976        | 1996-1998  | 0 (0)             | 0    | 0      | 0      |
| Nathan Axfort     | Belgique        | ?                 | 15/02/1976        | 1997-2004  | 157 (0)           | 2    | 19     | 2      |
| Thomas Azevedo    | Belgique        | Milieu de terrain | 31/08/1991        | 2011-...   | 18 (18)           | 1    | 0      | 0      |

## B
| Joueur               | Nationalité                      | Position          | Date de naissance | Période(s)           | Matches (dont D1) | Buts | Jaunes | Rouges |
| -------------------- | -------------------------------- | ----------------- | ----------------- | -------------------- | ----------------- | ---- | ------ | ------ |
| Christophe Baeb      | Belgique                         | ?                 | 27/01/1976        | 1997-1998            | 0 (0)             | 0    | 0      | 0      |
| Sophiane Baghdad     | Algérie                          | Milieu de terrain | 10/09/1980        | 2007-2009            | 26 (0)            | 2    | 2      | 1      |
| Logan Bailly         | Belgique                         | Gardien de but    | 27/12/1985        | 2012-...             | 39 (38)           | 0    | 1      | 0      |
| Ivan Bandalovski     | Bulgarie                         | Défenseur         | 23/11/1986        | 2013-...             | 0 (0)             | 0    | 0      | 0      |
| Wout Bastiaens       | Belgique                         | Défenseur         | 30/03/1994        | 2012-...             | 0 (0)             | 0    | 0      | 0      |
| Bertrand Bauwin      | Belgique                         | ?                 | 9/07/1987         | 2006-2007            | 0 (0)             | 0    | 0      | 0      |
| Thierry Bayock       | Cameroun                         | ?                 | 27/08/1979        | 2005-2006            | 26 (0)            | 1    | 2      | 2      |
| Pieter Beckers       | Belgique                         | Milieu de terrain | 15/03/1989        | 2008-2011            | 32 (0)            | 1    | 2      | 0      |
| Pascal Beeken        | Belgique                         | Défenseur         | 12/08/1973        | 2002-2003            | 17 (0)            | 0    | 0      | 0      |
| Omar Belbachir       | France                           | Milieu de terrain | 13/12/1980        | 2006-2007            | 11 (0)            | 0    | 0      | 0      |
| Thierry Berghmans    | Belgique                         | Gardien de but    | 7/11/1972         | 2003-2007            | 88 (0)            | 0    | 0      | 2      |
| Cédric Bétrémieux    | France                           | Attaquant         | 14/05/1982        | 2009-2010            | 24 (0)            | 13   | 2      | 1      |
| Gregory Bilstein     | Belgique                         | ?                 | 16/05/1984        | 2005-2007            | 2 (0)             | 0    | 0      | 0      |
| Yves Biscompte       | Belgique                         | ?                 | 22/01/1982        | 1999-2001            | 3 (0)             | 1    | 0      | 0      |
| Sandro Bloudek       | Slovénie                         | Milieu de terrain | 16/02/1986        | 2010-2012            | 26 (0)            | 5    | 2      | 1      |
| Frederik Boi         | Belgique                         | Défenseur         | 25/10/1981        | 2011-2013            | 24 (24)           | 3    | 5      | 0      |
| Christopher Bombele  | Belgique                         | ?                 | 26/12/1991        | 2008-2009            | 3 (0)             | 0    | 0      | 0      |
| Vincenzo Bongiovanni | Belgique                         | ?                 | 17/03/1971        | 1999-2000            | 18 (0)            | 2    | 1      | 0      |
| Tom Borgions         | Belgique                         | ?                 | 24/06/1979        | 2000-2001            | 1 (0)             | 0    | 0      | 0      |
| Axel Bossekota       | République démocratique du Congo | Attaquant         | 14/04/1989        | 2008-2009            | 13 (0)            | 0    | 0      | 0      |
| Jérémy Bossekota     | République démocratique du Congo | ?                 | 28/02/1988        | 2008-2009            | 2 (0)             | 0    | 0      | 0      |
| Govert Boyen         | Belgique                         | Gardien de but    | 7/03/1977         | 2001-2002, 2007-2008 | 62 (0)            | 0    | 2      | 1      |
| Simon Bracke         | Belgique                         | Milieu de terrain | 17/11/1995        | 2011-...             | 0 (0)             | 0    | 0      | 0      |
| Peter Brebels        | Belgique                         | ?                 | 30/06/1964        | 1997-1998            | 2 (0)             | 0    | 0      | 0      |
| Loris Brogno         | Belgique                         | Attaquant         | 18/09/1992        | 2011-2013            | 2 (2)             | 1    | 0      | 0      |
| Toni Brogno          | Belgique                         | Attaquant         | 19/07/1973        | 2006-2008            | 53 (0)            | 24   | 10     | 0      |
| Chris Bruyninckx     | Belgique                         | Attaquant         | 2/04/1978         | 2000-2002            | 43 (0)            | 9    | 5      | 0      |
| Cédric Buekers       | Belgique                         | Défenseur         | 17/04/1994        | 2013-...             | 0 (0)             | 0    | 0      | 0      |
| Ludovic Buysens      | Belgique                         | Défenseur         | 13/03/1986        | 2012-...             | 0 (0)             | 0    | 0      | 0      |
| Kayasettin Buyuk     | Belgique                         | Défenseur         | 1/02/1988         | 2005-2007            | 13 (0)            | 0    | 0      | 1      |

## C
| Joueur                  | Nationalité | Position          | Date de naissance | Période(s) | Matches (dont D1) | Buts | Jaunes | Rouges |
| ----------------------- | ----------- | ----------------- | ----------------- | ---------- | ----------------- | ---- | ------ | ------ |
| Daniel Calvo            | Belgique    | Milieu de terrain | 11/07/1979        | 2009-2010  | 20 (0)            | 0    | 2      | 0      |
| Geert Celen             | Belgique    | ?                 | 4/08/1972         | 1996-1997  | 6 (0)             | 0    | 1      | 0      |
| Alessandro Cerigioni    | Belgique    | Attaquant         | 30/09/1992        | 2013-...   | 0 (0)             | 0    | 0      | 0      |
| Ian Claes               | Belgique    | ?                 | 16/07/1981        | 2002-2003  | 19 (0)            | 5    | 4      | 0      |
| Geert Coninx            | Belgique    | ?                 | 13/07/1978        | 2005-2007  | 29 (0)            | 0    | 5      | 0      |
| Frederik Coosemans      | Belgique    | ?                 | 26/01/1989        | 2006-2007  | 1 (0)             | 0    | 0      | 0      |
| Jonathan Cseh-Szombathy | Belgique    | ?                 | 3/11/1968         | 1996-1999  | 85 (0)            | 52   | 5      | 0      |
| Vincent Cuyvers         | Belgique    | ?                 | 10/05/1977        | 2000-2001  | 18 (0)            | 1    | 1      | 0      |

## D
| Joueur              | Nationalité        | Position          | Date de naissance | Période(s) | Matches (dont D1) | Buts | Jaunes | Rouges |
| ------------------- | ------------------ | ----------------- | ----------------- | ---------- | ----------------- | ---- | ------ | ------ |
| Thomas Daly         | Belgique           | ?                 | 22/01/1981        | 2002-2003  | 8 (0)             | 0    | 0      | 0      |
| Farid Daoura        | Belgique           | ?                 | 22/04/1983        | 2001-2002  | 0 (0)             | 0    | 0      | 0      |
| Dries De Boodt      | Belgique           | ?                 | 9/01/1985         | 2002-2004  | 0 (0)             | 0    | 0      | 0      |
| Sander De Coster    | Belgique           | ?                 | 14/02/1984        | 2005-2006  | 0 (0)             | 0    | 0      | 0      |
| Jonathan De Falco   | Belgique           | ?                 | 8/10/1984         | 2004-2007  | 88 (0)            | 1    | 7      | 1      |
| Mark De Man         | Belgique           | Milieu de terrain | 27/04/1983        | 2010-2011  | 8 (0)             | 0    | 1      | 0      |
| Nicolas De Mol      | Belgique           | ?                 | 14/03/1991        | 2010-2012  | 0 (0)             | 0    | 0      | 0      |
| Jonas De Roeck      | Belgique           | Défenseur         | 20/12/1979        | 2012-2013  | 0 (0)             | 0    | 0      | 0      |
| Kristof De Voeght   | Belgique           | ?                 | 11/03/1977        | 2003-2004  | 28 (0)            | 12   | 1      | 0      |
| Emmerik De Vriese   | Belgique           | Attaquant         | 14/02/1985        | 2011-...   | 15 (15)           | 1    | 0      | 0      |
| Frederik De Winne   | Belgique           | Défenseur         | 28/05/1985        | 2008       | 25 (0)            | 0    | 4      | 0      |
| Sander Debroux      | Belgique           | Milieu de terrain | 23/09/1982        | 2001-2010  | 98 (0)            | 4    | 20     | 1      |
| Bertrand Defrère    | Belgique           | ?                 | 7/03/1980         | 2003-2004  | 18 (0)            | 1    | 3      | 0      |
| Michaël Degrez      | Belgique           | ?                 | 27/12/1977        | 1996-1997  | 15 (0)            | 0    | 0      | 0      |
| Joren Dehond        | Belgique           | Attaquant         | 8/08/1995         | 2011-...   | 1 (1)             | 0    | 0      | 0      |
| Radek Dejmek        | République tchèque | Défenseur         | 2/02/1988         | 2011-2012  | 18 (18)           | 2    | 2      | 0      |
| Kenny Deserrano     | Belgique           | ?                 | 26/06/1987        | 2004-2007  | 5 (0)             | 0    | 0      | 0      |
| Frédéric Desomberg  | Belgique           | Gardien de but    | 9/02/1989         | 2006-2011  | 33 (0)            | 0    | 1      | 0      |
| Christophe Deweerdt | Belgique           | ?                 | 17/10/1975        | 1997-2001  | 80 (0)            | 10   | 20     | 2      |
| Christophe Diandy   | Sénégal            | Milieu de terrain | 25/11/1990        | 2011-2012  | 24 (24)           | 0    | 3      | 0      |
| Gert Doumen         | Belgique           | Gardien de but    | 24/06/1971        | 2006-2007  | 5 (0)             | 0    | 0      | 0      |
| Steven Draelants    | Belgique           | ?                 | 7/04/1972         | 1996-1998  | 39 (0)            | 14   | 3      | 2      |
| Steve Dugardein     | Belgique           | Milieu de terrain | 28/01/1974        | 2008-2009  | 14 (0)            | 0    | 2      | 1      |

## E
| Joueur          | Nationalité | Position  | Date de naissance | Période(s) | Matches (dont D1) | Buts | Jaunes | Rouges |
| --------------- | ----------- | --------- | ----------------- | ---------- | ----------------- | ---- | ------ | ------ |
| Osahon Eboigbe  | Nigeria     | Attaquant | 11/09/1989        | 2008-2010  | 64 (0)            | 9    | 5      | 2      |
| Bert Eerdekens  | Belgique    | ?         | 12/10/1983        | 2004-2005  | 10 (0)            | 0    | 1      | 0      |
| Vincent Ehouman | France      | Attaquant | 11/06/1977        | 2008-2009  | 5 (0)             | 0    | 0      | 0      |
| Najib El Abbadi | Belgique    | Attaquant | 7/03/1981         | 2005-2006  | 27 (0)            | 9    | 1      | 0      |
| Yannick Euvrard | Belgique    | Défenseur | 17/01/1986        | 2010-2012  | 28 (0)            | 0    | 1      | 0      |

## F
| Joueur                | Nationalité | Position          | Date de naissance | Période(s) | Matches (dont D1) | Buts | Jaunes | Rouges |
| --------------------- | ----------- | ----------------- | ----------------- | ---------- | ----------------- | ---- | ------ | ------ |
| Issam Fariat          | Belgique    | Milieu de terrain | 8/05/1990         | 2007-2010  | 5 (0)             | 0    | 0      | 0      |
| Giovanni Fedorow      | France      | Milieu de terrain | 28/01/1983        | 2006-2007  | 8 (0)             | 1    | 1      | 0      |
| Gregory Ferreira-Lino | France      | Milieu de terrain | 30/03/1980        | 2009-2011  | 17 (0)            | 0    | 1      | 1      |
| Jente Forier          | Belgique    | ?                 | 30/01/1991        | 2010-2011  | 0 (0)             | 0    | 0      | 0      |
| Stijn Francis         | Belgique    | Milieu de terrain | 18/12/1982        | 2004-2008  | 68 (0)            | 9    | 20     | 1      |

## G
| Joueur           | Nationalité | Position          | Date de naissance | Période(s) | Matches (dont D1) | Buts | Jaunes | Rouges |
| ---------------- | ----------- | ----------------- | ----------------- | ---------- | ----------------- | ---- | ------ | ------ |
| Malic Gayé       | Belgique    | ?                 | 14/11/1983        | 2009-2010  | 5 (0)             | 0    | 3      | 0      |
| Lionel Gendarme  | Belgique    | Défenseur         | 20/02/1989        | 2011-2012  | 9 (9)             | 0    | 1      | 1      |
| Karel Geraerts   | Belgique    | Milieu de terrain | 5/01/1982         | 2011-...   | 23 (23)           | 3    | 6      | 0      |
| Chris Gerets     | Belgique    | ?                 | 26/12/1977        | 1997-1998  | 4 (0)             | 0    | 0      | 1      |
| Rudi Geysenbergh | Belgique    | ?                 | 8/08/1968         | 1996-1997  | 23 (0)            | 3    | 4      | 0      |
| Nick Gillekens   | Belgique    | Gardien de but    | 5/07/1995         | 2013-...   | 0 (0)             | 0    | 0      | 0      |
| Stefán Gíslason  | Islande     | Milieu de terrain | 15/03/1980        | 2012-...   | 11 (11)           | 0    | 2      | 0      |
| Hans Goethuys    | Belgique    | ?                 | 15/09/1971        | 2000-2005  | 131 (0)           | 31   | 15     | 1      |
| Bert Goovaerts   | Belgique    | ?                 | 4/07/1970         | 1998-1999  | 18 (0)            | 1    | 2      | 1      |
| Samuel Greven    | Belgique    | Défenseur         | 8/07/1973         | 2005-2008  | 90 (0)            | 8    | 13     | 1      |

## H
| Joueur              | Nationalité | Position          | Date de naissance | Période(s) | Matches (dont D1) | Buts | Jaunes | Rouges |
| ------------------- | ----------- | ----------------- | ----------------- | ---------- | ----------------- | ---- | ------ | ------ |
| Romain Haghedooren  | Belgique    | Défenseur         | 28/09/1986        | 2007-2008  | 20 (0)            | 1    | 2      | 0      |
| Zainoul Haïdara     | Guinée      | Milieu de terrain | 25/10/1992        | 2013-...   | 0 (0)             | 0    | 0      | 0      |
| Hamdi Harbaoui      | Tunisie     | Attaquant         | 5/01/1985         | 2010-2011  | 33 (0)            | 25   | 8      | 0      |
| Nicky Hayen         | Belgique    | ?                 | 16/08/1980        | 2010-2012  | 41 (8)            | 4    | 4      | 0      |
| Bart Hendrickx      | Belgique    | ?                 | 8/10/1971         | 1996-2001  | 119 (0)           | 57   | 27     | 2      |
| Joost Hendrickx     | Belgique    | ?                 | 3/10/1980         | 1997-2001  | 10 (0)            | 0    | 1      | 0      |
| Thomas Henry        | France      | Attaquant         | 20/09/1994        | 2019-...   | 35 (0)            | 18   | ?      | ?      |
| Kjell Hermans       | Belgique    | ?                 | 19/05/1973        | 2002-2004  | 56 (0)            | 11   | 3      | 0      |
| Niels Houman        | Belgique    | Milieu de terrain | 2/07/1989         | 2008-2010  | 2 (0)             | 0    | 1      | 0      |
| Gunther Huyghebaert | Belgique    | ?                 | 7/09/1973         | 1999-2000  | 27 (0)            | 13   | 2      | 0      |
| Pitchitchai Huys    | Belgique    | ?                 | 20/09/1978        | 1997-1998  | 1 (0)             | 0    | 0      | 0      |

## I
| Joueur              | Nationalité | Position  | Date de naissance | Période(s) | Matches (dont D1) | Buts | Jaunes | Rouges |
| ------------------- | ----------- | --------- | ----------------- | ---------- | ----------------- | ---- | ------ | ------ |
| Oleksandr Iakovenko | Ukraine     | Attaquant | 23/06/1987        | 2011-2012  | 8 (8)             | 1    | 0      | 0      |
| Salou Ibrahim       | Ghana       | Attaquant | 29/05/1979        | 2011-2012  | 7 (7)             | 0    | 0      | 0      |

## J
| Joueur          | Nationalité | Position          | Date de naissance | Période(s) | Matches (dont D1) | Buts | Jaunes | Rouges |
| --------------- | ----------- | ----------------- | ----------------- | ---------- | ----------------- | ---- | ------ | ------ |
| Dries Jacquemyn | Belgique    | Milieu de terrain | 2/03/1980         | 2004-2005  | 15 (0)            | 0    | 0      | 0      |
| Gerd Janssens   | Belgique    | ?                 | 20/08/1978        | 1999-2000  | 15 (0)            | 3    | 1      | 0      |
| Kevin Janssens  | Belgique    | Attaquant         | 2/01/1986         | 2005-2009  | 69 (0)            | 14   | 6      | 0      |
| Ivica Jaraković | Serbie      | Milieu de terrain | 11/06/1978        | 2008-2010  | 44 (0)            | 9    | 4      | 0      |
| Stijn Jurisic   | Belgique    | ?                 | 26/05/1979        | 1998-2000  | 8 (0)             | 0    | 1      | 0      |

## K
| Joueur             | Nationalité | Position          | Date de naissance | Période(s) | Matches (dont D1) | Buts | Jaunes | Rouges |
| ------------------ | ----------- | ----------------- | ----------------- | ---------- | ----------------- | ---- | ------ | ------ |
| Thomas Kaminski    | Belgique    | Gardien de but    | 23/10/1992        | 2011-2012  | 21 (21)           | 0    | 1      | 0      |
| Ovidy Karuru       | Zimbabwe    | Milieu de terrain | 23/01/1989        | 2012-...   | 4 (4)             | 1    | 0      | 0      |
| Patrick Kempeneers | Belgique    | ?                 | 12/03/1967        | 1996-1999  | 61 (0)            | 0    | 15     | 1      |
| Jovan Kostovski    | Macédoine   | Attaquant         | 19/04/1987        | 2013-...   | 0 (0)             | 0    | 0      | 0      |
| Ádám-Tibor Kovács  | Hongrie     | ?                 | 14/04/1991        | 2009-2010  | 1 (0)             | 0    | 0      | 0      |
| Christophe Kumps   | Belgique    | ?                 | 21/07/1976        | 1996-1999  | 42 (0)            | 9    | 2      | 0      |

## L
| Joueur           | Nationalité | Position       | Date de naissance | Période(s) | Matches (dont D1) | Buts | Jaunes | Rouges |
| ---------------- | ----------- | -------------- | ----------------- | ---------- | ----------------- | ---- | ------ | ------ |
| Raf Labie        | Belgique    | ?              | 2/01/1971         | 1996-2004  | 161 (0)           | 6    | 29     | 1      |
| James Lahousse   | Belgique    | Défenseur      | 9/11/1982         | 2007-2009  | 56 (0)            | 5    | 9      | 1      |
| David Lambrechts | Belgique    | ?              | 15/04/1975        | 2005-2006  | 32 (0)            | 1    | 5      | 0      |
| Pedro Landerloo  | Belgique    | ?              | 29/08/1965        | 1998-2000  | 4 (0)             | 0    | 0      | 0      |
| Emmanuel Lanvu   | Belgique    | ?              | 30/08/1985        | 2002-2006  | 88 (0)            | 13   | 2      | 0      |
| Kristof Lefevre  | Belgique    | ?              | 5/03/1984         | 2000-2004  | 16 (0)            | 1    | 1      | 0      |
| Yves Lenaerts    | Belgique    | Gardien de but | 27/02/1983        | 2010-...   | 50 (14)           | 0    | 4      | 0      |
| Gino Lescrauwaet | Belgique    | ?              | 1/11/1975         | 1996-1998  | 3 (0)             | 0    | 0      | 0      |
| Arnaud Lisembart | Belgique    | ?              | 29/12/1984        | 2006-2007  | 3 (0)             | 0    | 1      | 0      |

## M
| Joueur            | Nationalité    | Position          | Date de naissance | Période(s) | Matches (dont D1) | Buts | Jaunes | Rouges |
| ----------------- | -------------- | ----------------- | ----------------- | ---------- | ----------------- | ---- | ------ | ------ |
| Stefan Maes       | Belgique       | ?                 | 21/11/1979        | 2003-2005  | 20 (0)            | 0    | 0      | 0      |
| Wouter Maes       | Belgique       | ?                 | 28/09/1978        | 2002-2006  | 97 (0)            | 2    | 5      | 1      |
| Douglas Maia      | Brésil         | Milieu de terrain | 12/04/1989        | 2013-...   | 0 (0)             | 0    | 0      | 0      |
| Frederic Marchal  | Belgique       | ?                 | 1/01/1974         | 1997-1998  | 24 (0)            | 4    | 1      | 0      |
| Frank Marin       | Belgique       | ?                 | 15/10/1981        | 2000-2001  | 2 (0)             | 0    | 0      | 0      |
| Christophe Marion | Belgique       | ?                 | 29/06/1975        | 2000-2003  | 60 (0)            | 8    | 6      | 0      |
| Serge Mas         | Belgique       | ?                 | 3/09/1979         | 1997-2000  | 2 (0)             | 0    | 0      | 0      |
| Thomas Matton     | Belgique       | Milieu de terrain | 24/10/1985        | 2007-2008  | 25 (0)            | 12   | 2      | 0      |
| Nicky Melkert     | Belgique       | Attaquant         | 7/07/1983         | 2007-2008  | 1 (0)             | 0    | 0      | 0      |
| Piet Merckx       | Belgique       | ?                 | 7/09/1975         | 2001-2002  | 13 (0)            | 0    | 0      | 0      |
| Mohamed Messoudi  | Belgique       | Milieu de terrain | 7/01/1984         | 2013-...   | 0 (0)             | 0    | 0      | 0      |
| Dean Michiels     | Belgique       | Gardien de but    | 4/07/1991         | 2010-2013  | 0 (0)             | 0    | 0      | 0      |
| Patrick Monziba   | Belgique       | ?                 | 2/07/1980         | 2002-2004  | 50 (0)            | 14   | 6      | 0      |
| Bernard Morreel   | Belgique       | Défenseur         | 3/11/1980         | 2001-2006  | 87 (0)            | 3    | 15     | 0      |
| Davy Morren       | Belgique       | ?                 | 8/07/1971         | 1996-1997  | 8 (0)             | 0    | 0      | 0      |
| Davy Morren       | Belgique       | Gardien de but    | 22/12/1977        | 2000-2001  | 5 (0)             | 0    | 0      | 0      |
| Boy-Boy Mosia     | Afrique du Sud | Attaquant         | 7/01/1985         | 2006-2008  | 53 (0)            | 7    | 11     | 1      |
| Mario Muls        | Belgique       | ?                 | 25/01/1967        | 2000-2001  | 1 (0)             | 0    | 0      | 0      |

## N
| Joueur             | Nationalité | Position          | Date de naissance | Période(s) | Matches (dont D1) | Buts | Jaunes | Rouges |
| ------------------ | ----------- | ----------------- | ----------------- | ---------- | ----------------- | ---- | ------ | ------ |
| Koen Neutjens      | Belgique    | ?                 | 9/05/1984         | 2001-2002  | 1 (0)             | 0    | 0      | 0      |
| Floribert N'Galula | Belgique    | Défenseur         | 7/03/1987         | 2011-2012  | 17 (17)           | 0    | 4      | 0      |
| Evariste Ngolok    | Belgique    | Milieu de terrain | 15/11/1988        | 2012-...   | 0 (0)             | 0    | 0      | 0      |
| Geoffrey Nijs      | Belgique    | ?                 | 18/08/1983        | 2002-2006  | 29 (0)            | 0    | 0      | 0      |
| Thomas Nijs        | Belgique    | ?                 | 16/05/1978        | 2001-2002  | 9 (0)             | 1    | 1      | 1      |
| Ugo Nwadikwa       | Belgique    | Défenseur         | 25/11/1987        | 2004-2009  | 101 (0)           | 2    | 8      | 0      |
| Pieter Nys         | Belgique    | Défenseur         | 13/07/1989        | 2010-2012  | 37 (5)            | 0    | 7      | 1      |

## O
| Joueur               | Nationalité | Position          | Date de naissance | Période(s) | Matches (dont D1) | Buts | Jaunes | Rouges |
| -------------------- | ----------- | ----------------- | ----------------- | ---------- | ----------------- | ---- | ------ | ------ |
| Denis Odoi           | Belgique    | Défenseur         | 27/05/1988        | 2006-2009  | 58 (0)            | 3    | 14     | 1      |
| Derick Ogbu          | Nigeria     | Attaquant         | 19/03/1990        | 2011-2013  | 61 (61)           | 18   | 1      | 0      |
| Marvin Ogunjimi      | Belgique    | Attaquant         | 12/10/1987        | 2013-...   | 0 (0)             | 0    | 0      | 0      |
| Azubuike Oliseh      | Nigeria     | Défenseur         | 18/11/1978        | 2009-2010  | 31 (0)            | 1    | 6      | 0      |
| Fabrice Omonga Djadi | Nigeria     | Milieu de terrain | 6/02/1984         | 2006-2009  | 38 (0)            | 2    | 8      | 0      |

## P
| Joueur          | Nationalité | Position          | Date de naissance | Période(s) | Matches (dont D1) | Buts | Jaunes | Rouges |
| --------------- | ----------- | ----------------- | ----------------- | ---------- | ----------------- | ---- | ------ | ------ |
| Antoine Palate  | Belgique    | Milieu de terrain | 1/03/1994         | 2010-...   | 1 (0)             | 0    | 0      | 0      |
| Jeroen Peeters  | Belgique    | ?                 | 12/11/1980        | 2002-2003  | 1 (0)             | 0    | 0      | 0      |
| Steven Peeters  | Belgique    | ?                 | 17/07/1975        | 1996-2002  | 125 (0)           | 12   | 10     | 2      |
| Tom Pettersson  | Suède       | Défenseur         | 25/03/1990        | 2013-...   | 0 (0)             | 0    | 0      | 0      |
| Christian Pouga | Cameroun    | Attaquant         | 19/06/1986        | 2012-2013  | 0 (0)             | 0    | 0      | 0      |

## R
| Joueur              | Nationalité | Position          | Date de naissance | Période(s) | Matches (dont D1) | Buts | Jaunes | Rouges |
| ------------------- | ----------- | ----------------- | ----------------- | ---------- | ----------------- | ---- | ------ | ------ |
| Jürgen Raeymaeckers | Belgique    | Attaquant         | 3/05/1985         | 2007-2008  | 3 (0)             | 0    | 0      | 0      |
| Ulrich Rasmussen    | Belgique    | ?                 | 30/04/1975        | 1998-2000  | 29 (0)            | 11   | 2      | 0      |
| Wim Raymaekers      | Belgique    | Défenseur         | 4/04/1985         | 2010-...   | 63 (30)           | 4    | 13     | 2      |
| Jordan Remacle      | Belgique    | Milieu de terrain | 14/02/1987        | 2010-2012  | 60 (29)           | 24   | 8      | 1      |
| Samuel Remy         | Belgique    | Milieu de terrain | 23/10/1973        | 2005-2008  | 58 (0)            | 16   | 8      | 0      |
| Michiel Reynaert    | Belgique    | ?                 | 7/10/1985         | 2004-2006  | 0 (0)             | 0    | 0      | 0      |
| Arnold Rijsenburg   | Pays-Bas    | ?                 | 2/02/1968         | 1996-1998  | 25 (0)            | 0    | 3      | 0      |
| Kevin Roelandts     | Belgique    | Milieu de terrain | 27/08/1982        | 2011-2012  | 5 (5)             | 0    | 2      | 0      |
| Pascal Roosen       | Belgique    | ?                 | 17/05/1969        | 1996-1998  | 50 (0)            | 8    | 10     | 1      |
| Jonathan Ruttens    | Belgique    | Gardien de but    | 24/08/1987        | 2007-2010  | 46 (0)            | 0    | 0      | 0      |
| Bjorn Ruytinx       | Belgique    | Attaquant         | 18/08/1980        | 2004-...   | 216 (28)          | 69   | 57     | 2      |

## S
| Joueur                   | Nationalité        | Position          | Date de naissance | Période(s) | Matches (dont D1) | Buts | Jaunes | Rouges |
| ------------------------ | ------------------ | ----------------- | ----------------- | ---------- | ----------------- | ---- | ------ | ------ |
| Bossilia Sakanoko        | Côte d'Ivoire      | Attaquant         | 3/06/1985         | 2009-2010  | 27 (0)            | 1    | 3      | 0      |
| Christophe Sauveur       | Belgique           | ?                 | 21/04/1981        | 2005-2006  | 1 (0)             | 0    | 0      | 0      |
| Ebrahima Sawaneh         | Gambie             | Attaquant         | 7/09/1986         | 2012-2013  | 0 (0)             | 0    | 0      | 0      |
| Nadir Sbaa               | Belgique           | Attaquant         | 22/04/1982        | 2006-2007  | 14 (0)            | 0    | 4      | 0      |
| Devy Scattone            | Belgique           | Milieu de terrain | 15/06/1986        | 2005-2006  | 11 (0)            | 1    | 3      | 0      |
| Wouter Scheelen          | Belgique           | Milieu de terrain | 16/10/1985        | 2010-2011  | 31 (0)            | 7    | 1      | 0      |
| Benny Schoemaker         | Belgique           | ?                 | 23/06/1976        | 1997-1998  | 2 (0)             | 0    | 0      | 0      |
| Tail Schoonjans          | Belgique           | Attaquant         | 19/08/1986        | 2004-2012  | 130 (2)           | 16   | 16     | 1      |
| Nils Schouterden         | Belgique           | Défenseur         | 14/12/1988        | 2006-2010  | 66 (0)            | 8    | 9      | 0      |
| Thomas Sempels           | Belgique           | ?                 | 26/08/1990        | 2008-2009  | 0 (0)             | 0    | 0      | 0      |
| Gil Servaes              | Belgique           | Défenseur         | 11/04/1988        | 2008-2009  | 5 (0)             | 0    | 0      | 0      |
| Kevin Serville           | Belgique           | Défenseur         | 29/06/1985        | 2006-2008  | 45 (0)            | 2    | 15     | 0      |
| Robson Severino da Silva | Brésil             | Défenseur         | 10/07/1983        | 2012-...   | 0 (0)             | 0    | 0      | 0      |
| Jeroen Simaeys           | Belgique           | Défenseur         | 12/05/1985        | 2003-2005  | 47 (0)            | 7    | 4      | 3      |
| Tim Smolders             | Belgique           | Milieu de terrain | 13/03/1978        | 2001-2003  | 38 (0)            | 3    | 0      | 0      |
| Wesley Socquet           | Belgique           | ?                 | 25/02/1977        | 1996-1999  | 72 (0)            | 4    | 10     | 2      |
| Kevin Spreutels          | Belgique           | ?                 | 13/06/1986        | 2002-2006  | 37 (0)            | 3    | 3      | 0      |
| Kristof Steeno           | Belgique           | ?                 | 9/09/1982         | 2000-2005  | 74 (0)            | 11   | 5      | 0      |
| Jeroen Steenwegen        | Belgique           | ?                 | 27/03/1986        | 2004-2008  | 39 (0)            | 2    | 13     | 0      |
| François Sterchele       | Belgique           | Attaquant         | 14/03/1982        | 2004-2005  | 27 (0)            | 21   | 2      | 0      |
| Frédéric Stilmant        | Belgique           | Milieu de terrain | 1/05/1979         | 2006-2007  | 23 (0)            | 0    | 3      | 0      |
| Kevin Stuckens           | Belgique           | ?                 | 18/12/1979        | 2000-2003  | 82 (0)            | 33   | 2      | 1      |
| Muhamed Subašić          | Bosnie-Herzégovine | Défenseur         | 19/03/1988        | 2013-...   | 0 (0)             | 0    | 0      | 0      |
| Jean-Pierre Swerts       | Belgique           | ?                 | 6/09/1967         | 1998-2001  | 67 (0)            | 12   | 9      | 1      |
| Christophe Symons        | Belgique           | ?                 | 14/02/1976        | 1997-1998  | 8 (0)             | 0    | 1      | 0      |

## T
| Joueur           | Nationalité | Position  | Date de naissance | Période(s) | Matches (dont D1) | Buts | Jaunes | Rouges |
| ---------------- | ----------- | --------- | ----------------- | ---------- | ----------------- | ---- | ------ | ------ |
| Luc Tastenhoye   | Belgique    | ?         | 22/03/1962        | 1996-1997  | 27 (0)            | 1    | 2      | 1      |
| Antoine Themelin | Belgique    | Défenseur | 7/03/1989         | 2007-2011  | 35 (0)            | 0    | 3      | 0      |
| Kenny Thompson   | Belgique    | Défenseur | 26/04/1985        | 2012-...   | 0 (0)             | 0    | 0      | 0      |
| Michael Thys     | Belgique    | ?         | 29/09/1989        | 2007-2008  | 1 (0)             | 0    | 0      | 0      |

## V
| Joueur                  | Nationalité | Position          | Date de naissance | Période(s) | Matches (dont D1) | Buts | Jaunes | Rouges |
| ----------------------- | ----------- | ----------------- | ----------------- | ---------- | ----------------- | ---- | ------ | ------ |
| Daan Vaesen             | Belgique    | Défenseur         | 11/07/1981        | 2009-2010  | 25 (0)            | 2    | 7      | 0      |
| Roel Vaeyens            | Belgique    | ?                 | 16/09/1978        | 1999-2001  | 26 (0)            | 10   | 0      | 0      |
| Bram Valgaerts          | Belgique    | ?                 | 10/10/1982        | 1999-2003  | 16 (0)            | 1    | 0      | 0      |
| Stefan Van Campenhout   | Belgique    | ?                 | 13/06/1970        | 1996-1999  | 82 (0)            | 5    | 11     | 1      |
| Cédric Van Der Elst     | Belgique    | Milieu de terrain | 19/06/1980        | 2004-2005  | 28 (0)            | 4    | 1      | 0      |
| Kenneth Van Goethem     | Belgique    | Défenseur         | 13/02/1984        | 2010-...   | 34 (1)            | 1    | 6      | 0      |
| Jef Van Hoof            | Belgique    | ?                 | 18/12/1979        | 1997-1998  | 2 (0)             | 0    | 0      | 0      |
| Simon Van Landeghem     | Belgique    | ?                 | 3/04/1982         | 2000-2002  | 14 (0)            | 0    | 3      | 0      |
| Björn Van Passel        | Belgique    | ?                 | 6/12/1976         | 1997-2000  | 80 (0)            | 8    | 5      | 0      |
| Jente Van Ongeval       | Belgique    | Défenseur         | 12/01/1983        | 2002-2010  | 36 (0)            | 1    | 1      | 2      |
| Lander Van Steenbrugghe | Belgique    | Milieu de terrain | 27/11/1986        | 2008-2010  | 59 (0)            | 3    | 15     | 2      |
| Stefaan Van Winckel     | Belgique    | ?                 | 6/04/1967         | 1998-2000  | 51 (0)            | 5    | 3      | 0      |
| Günther Vanaudenaerde   | Belgique    | Défenseur         | 23/01/1984        | 2012-...   | 0 (0)             | 0    | 0      | 0      |
| Pascal Vandegucht       | Belgique    | ?                 | 19/02/1977        | 2003-2005  | 55 (0)            | 4    | 12     | 0      |
| Benjamin Vancaudenberg  | Belgique    | ?                 | 10/04/1981        | 1998-2001  | 39 (0)            | 0    | 1      | 0      |
| Luc Vandenbosch         | Belgique    | Gardien de but    | 23/03/1967        | 1996-1997  | 19 (0)            | 0    | 0      | 0      |
| Jeroen Vandenweghe      | Belgique    | ?                 | 27/08/1976        | 1997-1998  | 1 (0)             | 0    | 0      | 0      |
| Sven Vandeput           | Belgique    | ?                 | 11/05/1979        | 1999-2004  | 121 (0)           | 8    | 18     | 0      |
| Hans Vander Elst        | Belgique    | ?                 | 13/12/1972        | 1996-2002  | 119 (0)           | 3    | 17     | 1      |
| Tom Vander Elst         | Belgique    | ?                 | 23/12/1976        | 1996-1997  | 2 (0)             | 0    | 1      | 0      |
| Frederik Vanderbiest    | Belgique    | ?                 | 10/10/1977        | 2008-2009  | 31 (0)            | 9    | 8      | 0      |
| Gert Vandermeulen       | Belgique    | ?                 | 2/01/1971         | 1997-2003  | 139 (0)           | 9    | 24     | 3      |
| Mike Vanhamel           | Belgique    | Gardien de but    | 16/11/1989        | 2006-2008  | 20 (0)            | 0    | 0      | 0      |
| Kurt Vanwezer           | Belgique    | ?                 | 3/11/1969         | 1996-1997  | 11 (0)            | 0    | 0      | 0      |
| Joeri Vastmans          | Belgique    | Défenseur         | 5/12/1983         | 2005-2012  | 166 (1)           | 2    | 29     | 1      |
| Christopher Verbist     | Belgique    | Défenseur         | 8/10/1991         | 2012-2013  | 0 (0)             | 0    | 0      | 0      |
| Vincent Vergauwen       | Belgique    | Attaquant         | 3/04/1989         | 2008-2010  | 4 (0)             | 0    | 0      | 0      |
| Axel Vergeylen          | Belgique    | ?                 | 31/01/1979        | 2003-2005  | 47 (0)            | 7    | 8      | 1      |
| Raf Verhamme            | Belgique    | Défenseur         | 12/10/1989        | 2008-2011  | 20 (0)            | 1    | 1      | 0      |
| Jürgen Vermaelen        | Belgique    | ?                 | 17/07/1973        | 1996-1999  | 19 (0)            | 4    | 0      | 1      |
| Simon Vermeiren         | Belgique    | Attaquant         | 22/12/1990        | 2009-2012  | 16 (0)            | 3    | 0      | 0      |
| Jorn Vermeulen          | Belgique    | Défenseur         | 16/04/1987        | 2011-2012  | 22 (22)           | 0    | 2      | 0      |
| Luc Vermeylen           | Belgique    | ?                 | 30/05/1968        | 1997-2001  | 107 (0)           | 0    | 2      | 1      |
| Toon Vervoort           | Belgique    | ?                 | 17/06/1987        | 2007-2008  | 9 (0)             | 1    | 1      | 0      |
| Senne Vits              | Belgique    | Gardien de but    | 31/08/1996        | 2013-...   | 0 (0)             | 0    | 0      | 0      |
| Steve Vranckx           | Belgique    | ?                 | 9/12/1978         | 1999-2000  | 0 (0)             | 0    | 0      | 0      |

## W
| Joueur        | Nationalité | Position  | Date de naissance | Période(s) | Matches (dont D1) | Buts | Jaunes | Rouges |
| ------------- | ----------- | --------- | ----------------- | ---------- | ----------------- | ---- | ------ | ------ |
| Koen Weuts    | Belgique    | Défenseur | 18/09/1990        | 2009-2013  | 62 (20)           | 2    | 6      | 0      |
| Kurt Weuts    | Belgique    | Attaquant | 29/12/1987        | 2009-2011  | 37 (0)            | 6    | 0      | 0      |
| David Wijns   | Belgique    | Défenseur | 9/01/1987         | 2013-...   | 0 (0)             | 0    | 0      | 0      |
| Jesse Wouters | Belgique    | Défenseur | 27/07/1987        | 2006-2007  | 1 (0)             | 0    | 0      | 0      |

## Y
| Joueur    | Nationalité | Position  | Date de naissance | Période(s) | Matches (dont D1) | Buts | Jaunes | Rouges |
| --------- | ----------- | --------- | ----------------- | ---------- | ----------------- | ---- | ------ | ------ |
| Ben Yagan | Belgique    | Attaquant | 9/02/1995         | 2012-...   | 0 (0)             | 0    | 0      | 0      |

## Z
| Joueur      | Nationalité | Position | Date de naissance | Période(s) | Matches (dont D1) | Buts | Jaunes | Rouges |
| ----------- | ----------- | -------- | ----------------- | ---------- | ----------------- | ---- | ------ | ------ |
| Yedi Zahiri | France      | ?        | 2/09/1985         | 2008-2009  | 20 (0)            | 1    | 0      | 0      |